# チャーチル (カクテル)
チャーチル（英語: Churchill）は、スコッチ・ウィスキーをベースとするカクテル。
第二次世界大戦中にイギリス首相を務めたウィンストン・チャーチルへの敬意を表すために創作された。サヴォイ・ホテルのアメリカン・バーで1954年から1975年までチーフバーテンダーを務めたジョー・ギルモアが考案したとされる。
代表的なレシピ
- スコッチ・ウィスキー - 30ml
- ホワイト・キュラソー - 10ml
- スウィート・ベルモット - 10ml
- ライムジュース - 10ml

作り方
1. 材料をシェークして、カクテルグラスに注ぐ。